# Schweighouse-Thann
Pour les articles homonymes, voir Schweighouse et Thann (homonymie).
Schweighouse-Thann (autrefois appelé Schweighouse-près-Thann) est une commune française de l'aire urbaine de Mulhouse située dans la circonscription administrative du Haut-Rhin et, depuis le 1er janvier 2021, dans le territoire de la Collectivité européenne d'Alsace, en région Grand Est.
Cette commune se trouve dans la région historique et culturelle d'Alsace.

## Géographie
La commune se situe à une dizaine de kilomètres avant l'entrée de la vallée de Thann.
|                   | Cernay             |            |
| Aspach-le-Bas     | Schweighouse-Thann | Reiningue  |
| Burnhaupt-le-Haut | Burnhaupt-le-Bas   | Heimsbrunn |

### Hydrographie

#### Réseau hydrographique
La commune est dans le bassin versant du Rhin au sein du bassin Rhin-Meuse. Elle est drainée par la Doller, le Steinbaechel et le Baerenbach,,.
La Doller, d'une longueur de 46 km, prend sa source dans la commune de Dolleren et se jette  dans l'Ill à Mulhouse, après avoir traversé 17 communes. Les caractéristiques hydrologiques de la Doller sont données par la station hydrologique située sur la commune de Burnhaupt-le-Haut. Le débit moyen mensuel est de 4,19 m3/s. Le débit moyen journalier maximum est de 93,5 m3/s, atteint lors de la crue du 9 février 1970. Le débit instantané maximal est quant à lui de 134 m3/s, atteint le 5 janvier 2018.

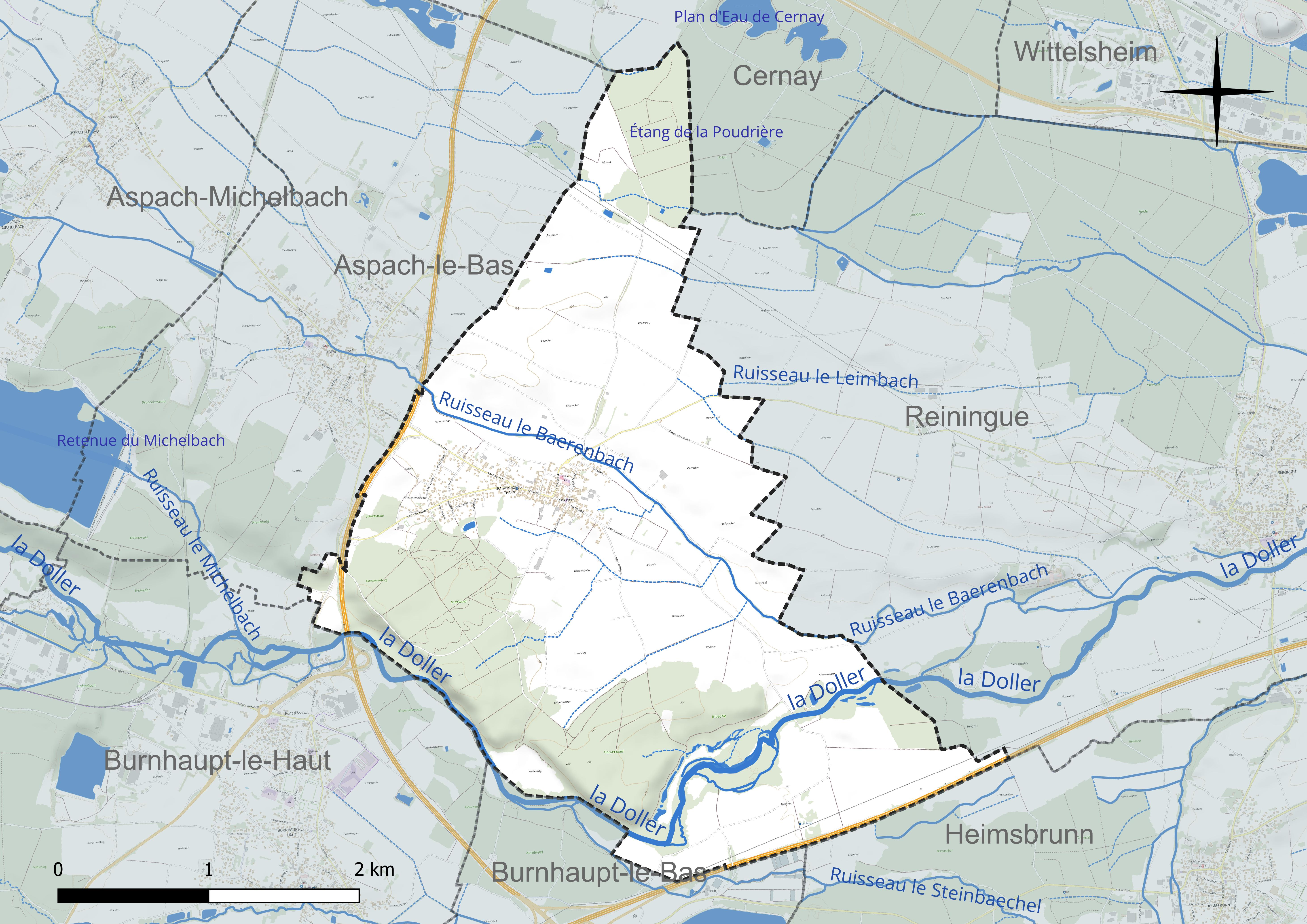
Réseau hydrographique de Schweighouse-Thann.

Le Steinbaechel, d'une longueur de 14 km, prend sa source dans la commune de Burnhaupt-le-Bas et se jette  dans la Doller à Pfastatt, après avoir traversé sept communes. 

#### Gestion et qualité des eaux
Le territoire communal est couvert par le schéma d'aménagement et de gestion des eaux (SAGE) « Doller ». Ce document de planification concerne le bassin versant de la Doller dont le territoire s’étend sur 280 km2. Il a été approuvé le 15 janvier 2020. La structure porteuse de l'élaboration et de la mise en œuvre est le syndicat mixte « Rivières de Haute-Alsace ». 
La qualité des cours d’eau peut être consultée sur un site dédié géré par les agences de l’eau et l’Agence française pour la biodiversité. 

### Climat
Pour des articles plus généraux, voir Climat du Grand Est et Climat du Haut-Rhin.
En 2010, le climat de la commune est de type climat des marges montargnardes, selon une étude du Centre national de la recherche scientifique s'appuyant sur une série de données couvrant la période 1971-2000. En 2020, Météo-France publie une typologie des climats de la France métropolitaine dans laquelle la commune est exposée à un climat semi-continental et est dans la région climatique  Vosges, caractérisée par une pluviométrie très élevée (1 500 à 2 000 mm/an) en toutes saisons et un hiver rude (moins de 1 °C). 
Pour la période 1971-2000, la température annuelle moyenne est de 10,3 °C, avec une amplitude thermique annuelle de 18 °C. Le cumul annuel moyen de précipitations est de 832 mm, avec 10,1 jours de précipitations en janvier et 9,6 jours en juillet. Pour la période 1991-2020, la température moyenne annuelle observée sur la station météorologique de Météo-France la plus proche, « Bits.-lès-Thann », sur la commune de Bitschwiller-lès-Thann à 11 km à vol d'oiseau, est de 10,0 °C et le cumul annuel moyen de précipitations est de 1 309,4 mm. 
La température maximale relevée sur cette station est de 38,9 °C, atteinte le 7 août 2015 ; la température minimale est de −19,5 °C, atteinte le 12 janvier 1987,,. 
Les paramètres climatiques de la commune ont été estimés pour le milieu du siècle (2041-2070) selon différents scénarios d'émission de gaz à effet de serre à partir des nouvelles projections climatiques de référence DRIAS-2020. Ils sont consultables sur un site dédié publié par Météo-France en novembre 2022.

## Urbanisme

### Typologie
Au 1er janvier 2024, Schweighouse-Thann est catégorisée bourg rural, selon la nouvelle grille communale de densité à sept niveaux définie par l'Insee en 2022.
Elle est située hors unité urbaine. Par ailleurs la commune fait partie de l'aire d'attraction de Mulhouse, dont elle est une commune de la couronne,. Cette aire, qui regroupe 132 communes, est catégorisée dans les aires de 200 000 à moins de 700 000 habitants,.

### Occupation des sols
L'occupation des sols de la commune, telle qu'elle ressort de la base de données européenne d’occupation biophysique des sols Corine Land Cover (CLC), est marquée par l'importance des territoires agricoles (65 % en 2018), en diminution par rapport à 1990 (68,1 %). La répartition détaillée en 2018 est la suivante : 
terres arables (51,8 %), forêts (31,1 %), zones agricoles hétérogènes (11,3 %), zones urbanisées (3,9 %), prairies (2 %). L'évolution de l’occupation des sols de la commune et de ses infrastructures peut être observée sur les différentes représentations cartographiques du territoire : la carte de Cassini (XVIIIe siècle), la carte d'état-major (1820-1866) et les cartes ou photos aériennes de l'IGN pour la période actuelle (1950 à aujourd'hui).

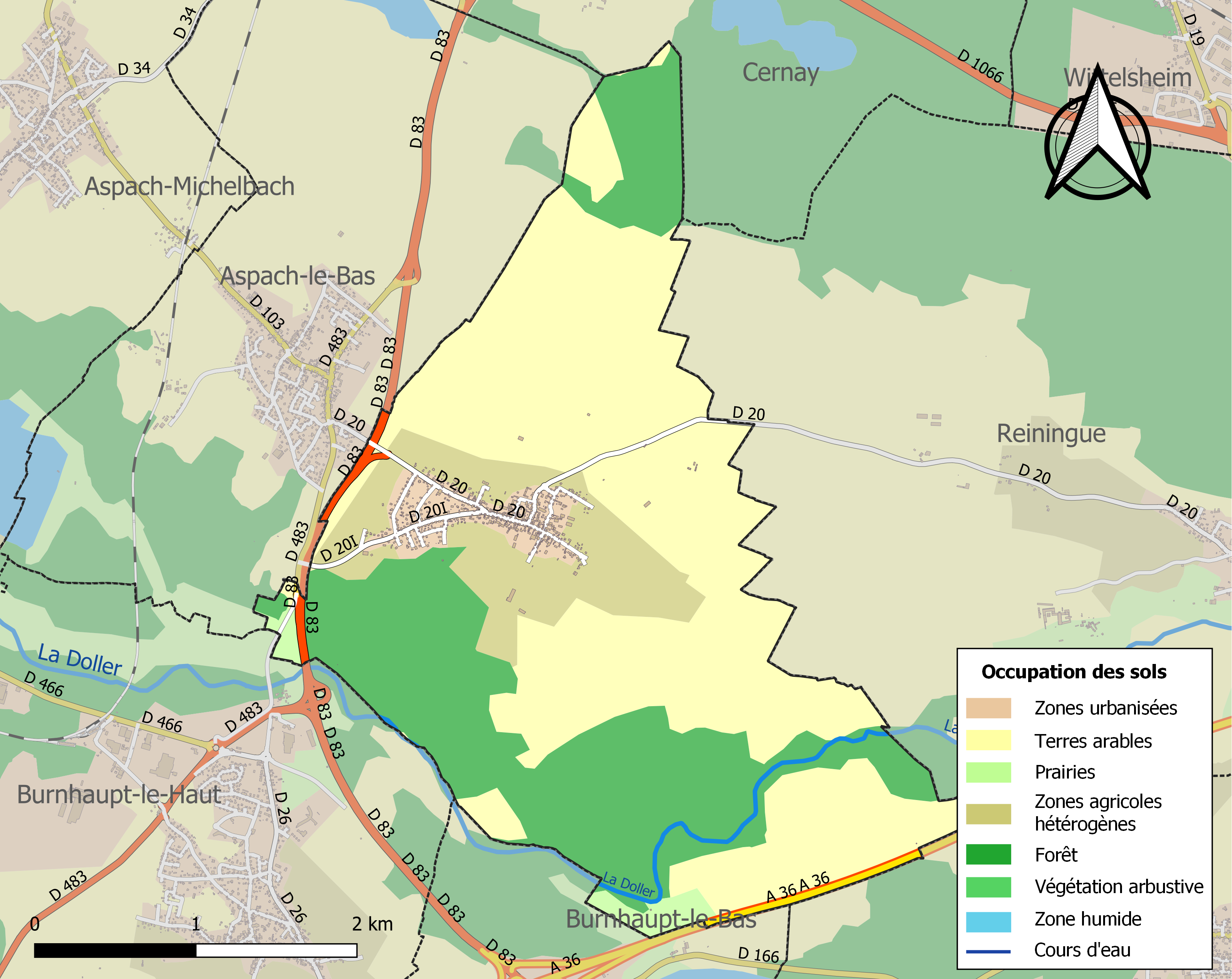
Carte des infrastructures et de l'occupation des sols de la commune en 2018 (CLC).

## Toponymie
Suuecose (1251), Scweichusen (1271), Suueighausen & Schweichusen (1333), Suecouse (1413), Schweighausen (1580),  Schveighausen (1793), Schweighausen (1801).
Le nom peut être décomposé en deux termes allemands : « Schweige », à savoir « bétail » et « Haus », à savoir « maison, demeure ».

En moyen haut-allemand, le pluriel en est « Husen » tandis que, en allemand contemporain, cela donne plutôt « Hausen ». On retrouve les différentes formes en Alsace, en plus des formes ayant résulté des différents processus de francisation : « House » ou « Hause ».

Orthographié « Schweighouse » ou « Schweighausen », le nom du village peut se traduire par « maisons au bétail » (au pluriel).

Le village a un homonyme dans le Bas-Rhin : Schweighouse-sur-Moder.

## Histoire
Schweighouse a appartenu successivement aux comtes d'Eguisheim (XIe et XIIe siècles), famille à l'origine du couvent d'Oelenberg, et aux comtes de Ferrette à partir de 1144.
En 1271 le Comte de Ferrette vendit son comté à l'évêque de Bâle. La cour colongère de Schweighouse, appelée « curtis Schweighusen », est nommément citée dans l'acte de vente.
En 1324 Jeanne de Ferrette, fille du dernier comte de Ferrette, épouse un Habsbourg, l'archiduc d'Autriche. C'est ainsi que Schweighouse passa aux Habsbourg qui firent administrer leurs nouvelles terres depuis Ensisheim.
En 1397 l'archiduc Léopold d'Autriche inféoda le village à un noble, Cunemann Hack de Schweighausen. C'est à cette date qu'un château de Schweighouse est cité pour la première fois. Il fut incendié par les Confédérés suisses en 1468.
Ce n'est que vers 1470 que fut construit le château de type «Wasserburg» (=château entouré d'eau) près du ruisseau Baerenbach.
Le village fut maintes fois attaqué et détruit : par les Anglais en 1376, par les Armagnacs en 1445, par les Suisses en 1468.
Ces ravages successifs eurent raison des deux villages limitrophes à savoir Hausen qui se trouvait près de la Doller, entre Schweighouse et Reiningue, incendié par les Suisses en 1468 et dont plus de la moitié du ban revint à Frédéric de Schweighouse, et Ernwiller, situé à l'ouest de Schweighouse sur la colline entre Aspach-le-bas et le Pont d'Aspach, dont le ban fut partagé entre Schweighouse et Aspach-le-bas. Ces villages faisaient partie du même fief que Schweighouse.
Lorsque la famille Hack de Schweighouse s'éteignit en 1572, l'archiduc Ferdinand transféra le fief aux Waldner de Freundstein et cela jusqu'à la Révolution française en 1789.
Les XVIe et XVIIe siècles furent ponctués de pillages, de passages de troupes vers les champs de bataille de l'Ochsenfeld et du Nonnenbruch, de famines, de pestes, au point qu'après la Guerre de Trente ans, en 1652, le village ne comptait plus que 103 habitants.

### Personnalités
Henriette-Louise de Waldner de Freundstein ou la baronne d'Oberkirch (1754-1803), témoin privilégiée de son siècle.

### Héraldique
| Blason de Schweighouse-Thann | Les armes de Schweighouse-Thann se blasonnent ainsi : « D'argent à l'étoile à cinq rais de sinople posée en abime entourée de deux branches de laurier de même, les tiges passées en sautoir et nouées d'or en pointe. » |

## Politique et administration
| Période                                  | Période   | Identité            | Étiquette | Qualité       |
| ---------------------------------------- | --------- | ------------------- | --------- | ------------- |
| Les données manquantes sont à compléter. |           |                     |           |               |
| mars 1965                                | mars 1971 | Chrisostome Rimelen |           |               |
| Les données manquantes sont à compléter. |           |                     |           |               |
| mars 2001                                | mars 2014 | Georges Imhoff      |           |               |
| mars 2014                                | En cours  | Bruno Lehmann       | PS        | Fonctionnaire |

## Démographie
Le gentilé est Schweighousois.
L'évolution du nombre d'habitants est connue à travers les recensements de la population effectués dans la commune depuis 1793. Pour les communes de moins de 10 000 habitants, une enquête de recensement portant sur toute la population est réalisée tous les cinq ans, les populations de référence des années intermédiaires étant quant à elles estimées par interpolation ou extrapolation. Pour la commune, le premier recensement exhaustif entrant dans le cadre du nouveau dispositif a été réalisé en 2005.

En 2022, la commune comptait 745 habitants, en évolution de −3,75 % par rapport à 2016 (Haut-Rhin : +0,66 %, France hors Mayotte : +2,11 %).
| 1793 | 1800 | 1806 | 1821 | 1831 | 1836 | 1841 | 1846 | 1851 |
| ---- | ---- | ---- | ---- | ---- | ---- | ---- | ---- | ---- |
| 534  | 520  | 525  | 582  | 732  | 744  | 713  | 735  | 712  |

| 1856 | 1861 | 1866 | 1871 | 1875 | 1880 | 1885 | 1890 | 1895 |
| ---- | ---- | ---- | ---- | ---- | ---- | ---- | ---- | ---- |
| 700  | 693  | 713  | 665  | 615  | 607  | 561  | 574  | 558  |

| 1900 | 1905 | 1910 | 1921 | 1926 | 1931 | 1936 | 1946 | 1954 |
| ---- | ---- | ---- | ---- | ---- | ---- | ---- | ---- | ---- |
| 566  | 572  | 542  | 368  | 420  | 458  | 470  | 404  | 432  |

| 1962 | 1968 | 1975 | 1982 | 1990 | 1999 | 2005 | 2006 | 2010 |
| ---- | ---- | ---- | ---- | ---- | ---- | ---- | ---- | ---- |
| 457  | 509  | 601  | 601  | 658  | 683  | 720  | 720  | 712  |

| 2015 | 2020 | 2022 | - | - | - | - | - | - |
| ---- | ---- | ---- | - | - | - | - | - | - |
| 778  | 744  | 745  | - | - | - | - | - | - |

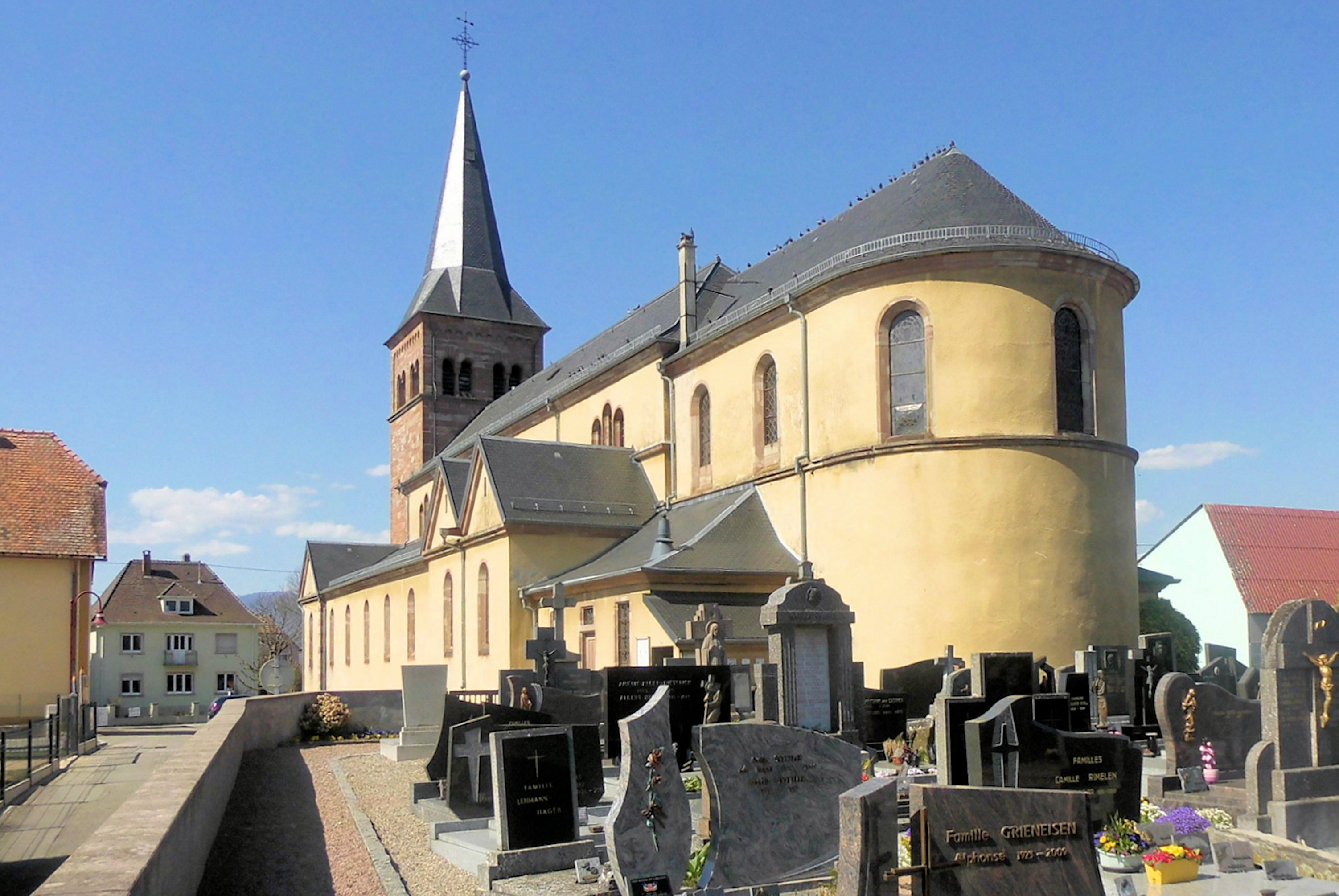
L'église Saint-Nicolas.
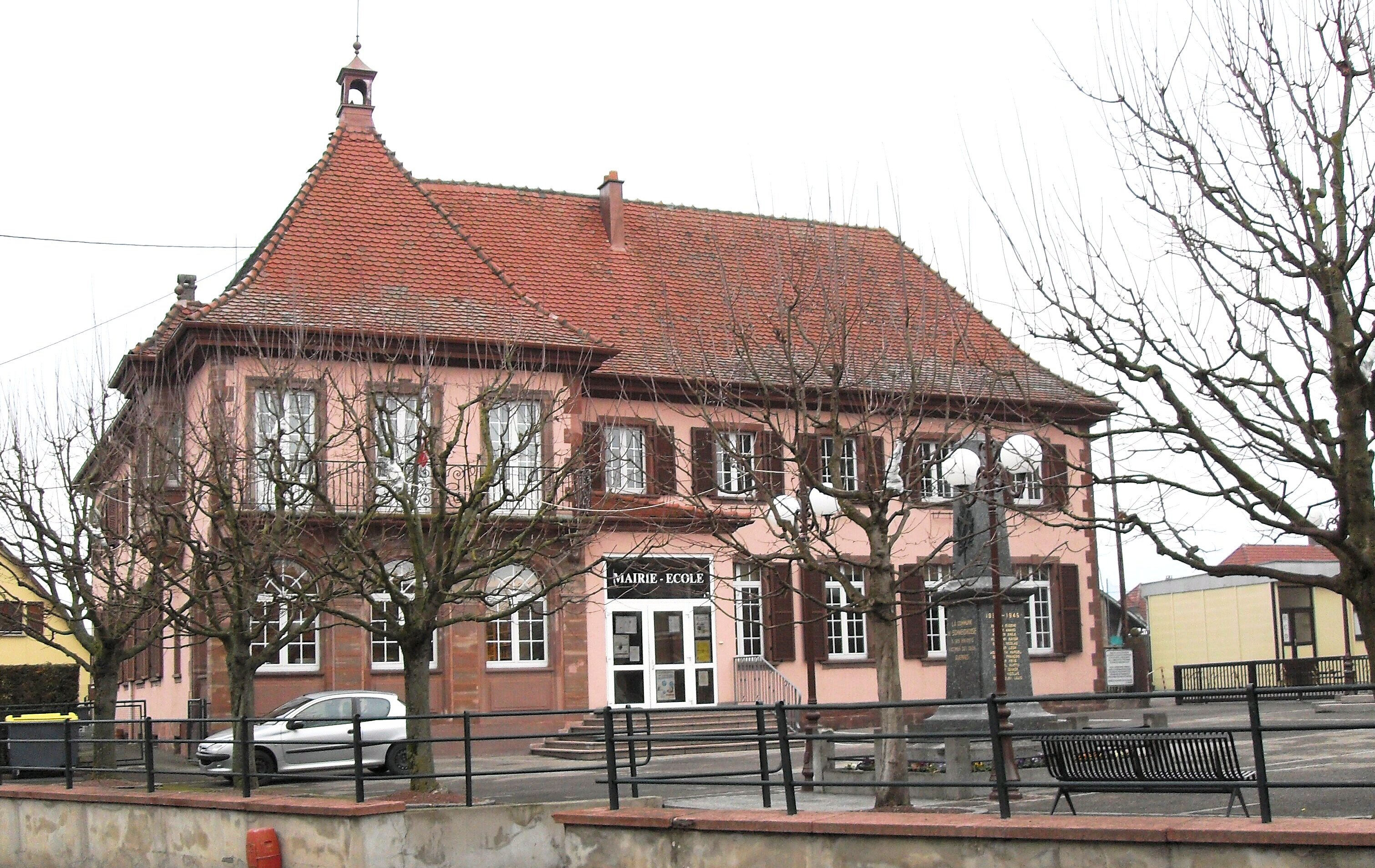
La mairie-école.